# Chrono24
Chrono24 (クロノ24) は、ドイツに本社を構える高級腕時計オンラインマーケットプレイスである。世界100カ国以上から新品、中古やヴィンテージの商品が出品されている。

## 概要
Chrono24は、2003年に、Tim Stracke (ティム・シュトラッケ) 、Dirk Schwarz (ディルク・シュヴァルツ) 、Michael Krkoska (ミヒャエル・クルコスカ) によって開設された。現在は、Tim Stracke (ティム・シュトラッケ) / 代表取締役CEO、Dirk Schwarz (ディルク・シュヴァルツ) / アドバイザー、Michael Krkoska (ミヒャエル・クルコスカ) / 最高技術責任者CTOに加え、2016年よりHolger Felgner (ホルガー・フェルクナー)  / 代表取締役CEOと、Sven Himmelsbach (スヴェン・ヒンメルスバッハ) / 最高執行責任者COOが就任した。
現在では、約50万点の商品が出品され、年間取引高は20億ユーロを超える世界最大規模の高級腕時計マーケットプレイスである。また、同社2019年度の売上額は、1,500億円 (年間) である。
本社をドイツのカールスルーエに構えるほか、ベルリン、ニューヨーク、香港にもオフィスを設けており、社員数は計300人を超える。

## 沿革
2003年 –ドイツのカールスルーエにて設立
2010年 – 日本語版Chrono24ウェブサイト開始
2012年－日本語版Chrono24公式アプリダウンロード開始
2015年7月 – ニューヨークと香港にオフィスを開設
2019年－写真を撮るだけでモデル名や詳細がわかる「Watch Scanner」サービスを開始
2020年4月 - 日本語版FacebookとInstagramアカウントの立ち上げ